# Saarbrücker Zoo
Koordinaten: 49° 13′ 50,7″ N, 7° 2′ 22,5″ O
Der Saarbrücker Zoo ist – vor dem Zoologischen Garten Neunkirchen – mit über 1.000 Tieren aus 150 Arten der artenreichere und auch der häufiger besuchte der beiden saarländischen Zoos.

## Geschichte
Auf dem Gelände existierte schon um 1870 ein Steinbruch, bis 1926 auch eine Seilbahn. Ursprünglich 1932 gegründet, wurde der Saarbrücker Zoo im Zweiten Weltkrieg vollständig zerstört. 1956 wurde er am Südhang des Saarbrücker Stadtteiles Eschberg auf einem 15 Hektar großen Gebiet neu erbaut. Errichtet wurde der Zoo an einer steilen Stelle des Eschbergs.
Ende 2005 wurde der langjährige Direktor Vaclav Ceska des Amtes enthoben. Der damit verbundene politische Streit hatte über Jahre fast alle Investitionen blockiert, sodass der Saarbrücker Zoo damals den Anschluss an die Zoowelt verloren hatte. Aufgrund sinkender Besucherzahlen wurde der Nordeingang geschlossen. Zwei Hektar des nördlichen Zoogeländes werden momentan zu einem Wohngebiet umgebaut.
Seit 2008 wird jedoch wieder an der Umsetzung verschiedener Projekte gearbeitet. Der Zoo Saarbrücken hat für zukünftige Projekte im Rahmen dieses Investitionsprogramms 2014 einen Masterplan erarbeitet, womit er wieder aufgewertet und attraktiver gestaltet werden soll. Fertig geworden sind mittlerweile neue Anlagen für Mandrills und Geparde und für neue Tierarten wie Erdmännchen, Helmkasuare und Pinselohrschweine. Das Afrikahaus wurde neu isoliert und ein Giraffenhügel sowie eine Hängebrücke (mit 42 Metern die längste Hängebrücke im Saarland) hinzugefügt. Im Oktober 2012 wurde das neue Seehundbecken eröffnet, das alte beherbergt nach einem Umbau seit Anfang 2014 Humboldt-Pinguine. Ebenfalls im Frühjahr 2014 wurde eine große Außenanlage für die Gorillas fertiggestellt.
Im April 2023 löste Jakob Kolleck Richard Francke als Direktor des Zoos ab.

## Tiere

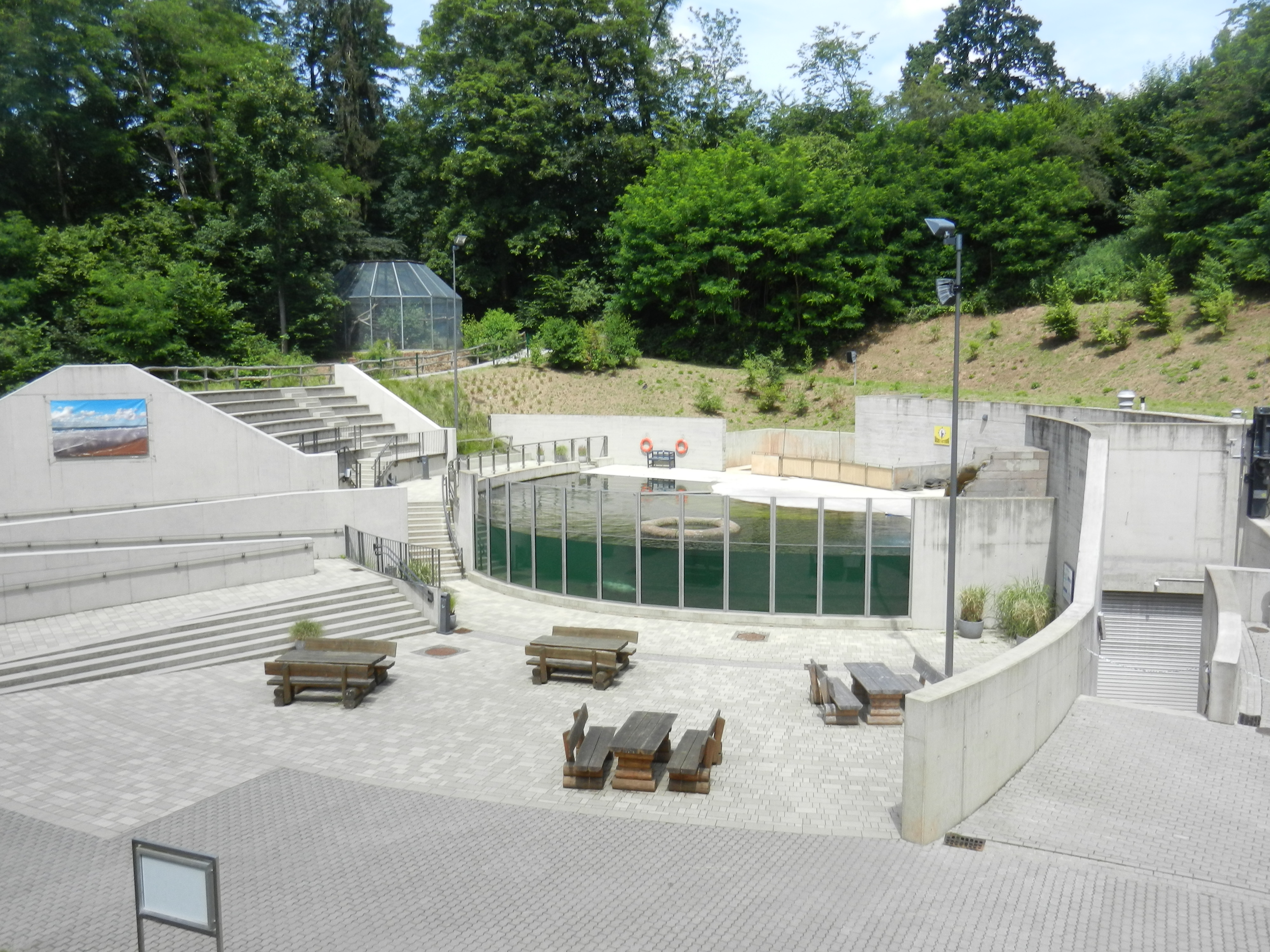
Das neue Seehundbecken wurde 2012 fertiggestellt

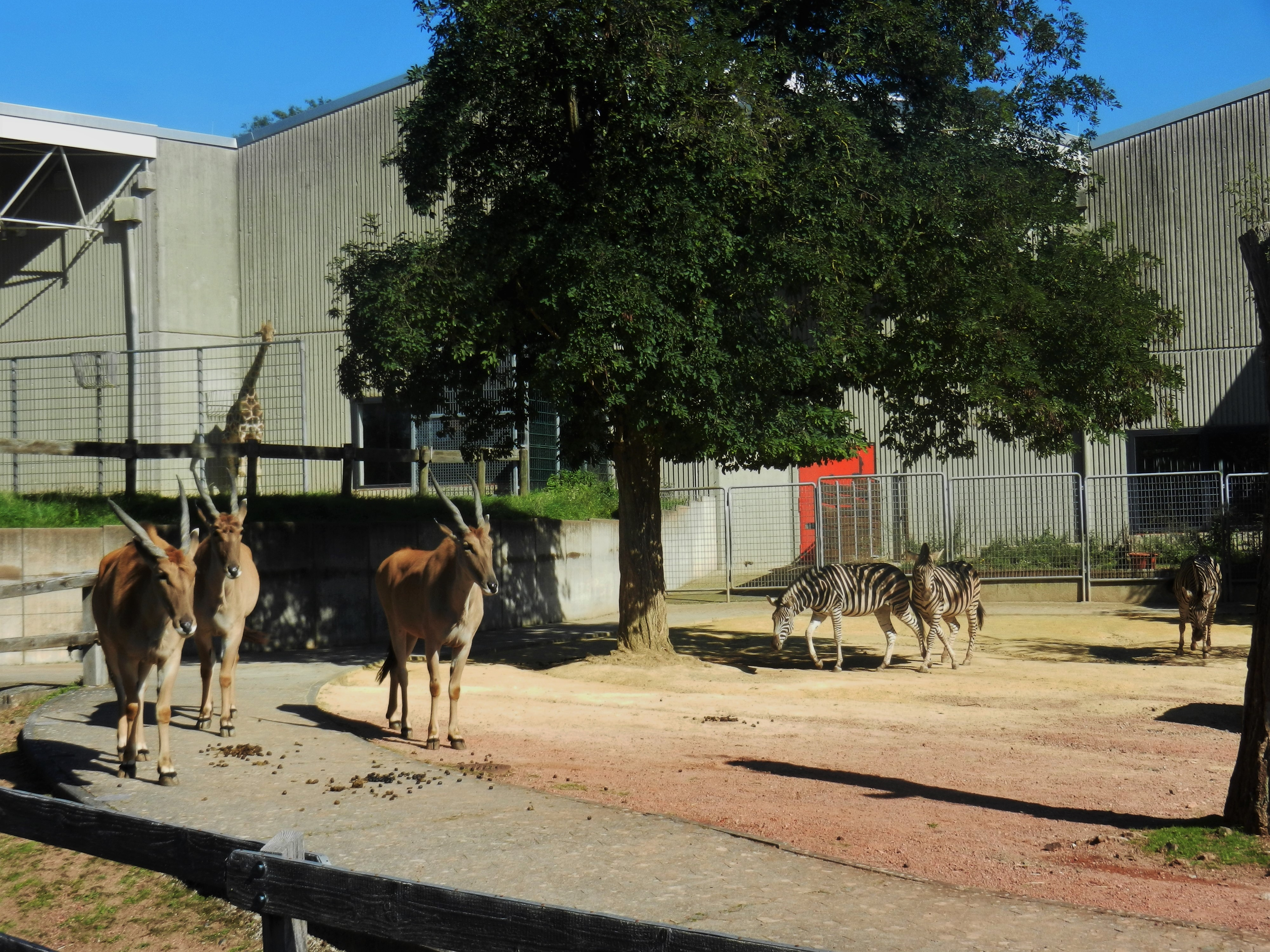
Außenanlagen des Afrikahauses mit Antilopen, Zebras und Giraffe

### Übersicht
Der Saarbrücker Zoo beherbergt über 1.000 Tiere 160 verschiedener Arten. Der Fokus liegt hierbei auf Tieren der afrikanischen Steppe (Z. B. Giraffen, Steppenzebras, Elenantilopen, Erdmännchen, Geparde, Warzenschweine und Südafrika-Kronenkraniche), der afrikanischen Regenwälder (wie Gorillas, Schimpansen, Mandrills, Drills und Servale) sowie des Amazonas-Regenwalds (Jaguare, Pumas, Flachlandtapire, Krallenäffchen, Piranhas, Gürteltiere und Anakondas), der südamerikanischen Küste (Humboldtpinguine) und des patagonischen Raums (Guanakos und Nandus). Darüber hinaus beinhaltet der Zoo auch Tiere aus dem südostasiatisch-ozeanischen Raum, beispielsweise Gibbons, Javaneraffen, Keas, Kängurus, Emus und den Malaien-Hornvogel.

### Selten gehaltene Tiere
Raritäten des Zoos sind Erdferkel, China-Alligator, Skorpion-Krustenechse, Malaien-Hornvogel und selten gehaltene Primaten wie Nachtaffen, Lemuren, die in mehreren Arten und Unterarten vertreten sind, oder Drills.

### Zuchterfolge
Der Saarbrücker Zoo nimmt wie alle wissenschaftlichen Zoos am Europäischen Erhaltungszuchtprogramm (EEP) teil, das europaweit Zuchtprogramme koordiniert. Als besondere Zuchterfolge können das Weißkopf-Büscheläffchen Callithrix, die europäische Erstzucht des australischen Schnabeligels im Jahre 1995, aber auch die Poitou-Esel gelten, eine seltene Haustierrasse. Seit 2009 kamen im Zoo vier Jaguare zur Welt.

### Tierhäuser und Anlagen
Wichtige Neubauten seit der Neugründung sind:
- 1956: Freiflugvoliere für Greifvögel (heute Weißhandgibbons) und Tropikarium für Lemuren und Reptilien
- 1967: Pinguinanlage, von 1973 bis 2012 als Seehundanlage genutzt und ab 2014 wieder für Pinguine umgebaut
- 1971: Elefantenhaus, 1996 für Tapire umgebaut als so genanntes Südamerikahaus
- 1975: Afrikahaus: Größtes Tierhaus im Zoo, 1978 mit einem Nachtzoo erweitert
- 1981/1992: Menschenaffen-Haus
- 1997: Raubtierhaus für Jaguare
- 2008: Neue Australienanlage für Kängurus und Emus, neue Anlage für Mandrills und Pinselohrschweine
- 2011: Neues Gepardhaus
- 2012: Erdmännchen-Gehege und neue Seehundanlage
- 2014: Pinguin-Anlage, neues Freigehege für Flachlandgorillas
- 2015: Anlage für Kleine Pandas, Anlage für Helmkasuare und Chinesische Muntjaks
- 2016: Begehbare Anlage für Kattas
- 2017: Neuer Eingangsbereich, Renovierung der Außenanlage für Giraffen

Des Weiteren gibt es ein Asienhaus für Vögel wie Nashornvögel, Keas (seit 2009) und Balistare (seit 2018) sowie das Europahaus mit Eulenvolieren. In den nächsten Jahren soll der Zoo noch um eine Tigerschlucht, eine Nashorn-Savanne und neue Reptilienanlagen bereichert werden.

## Zoopädagogik
Das Zoopädagogik-Team bietet Führungen und Projekte an. Themen sind zum Beispiel Artenschutz und Ernährung der Zootiere. Ein außergewöhnliches Spektakel ist der Zoo bei Nacht (wenn Kinder im Zoo übernachten können und sehen, wie sich die Tiere in der Nacht verhalten), das Ferienprogramm und Fotosafaris. Der Saarbrücker Zoo bietet auch Sprachführungen in Englisch und Französisch an. Ebenfalls bietet der Zoo das Zoobuch zum Weiterlesen und ein Malbuch an, auch in Französisch.

## Bilder

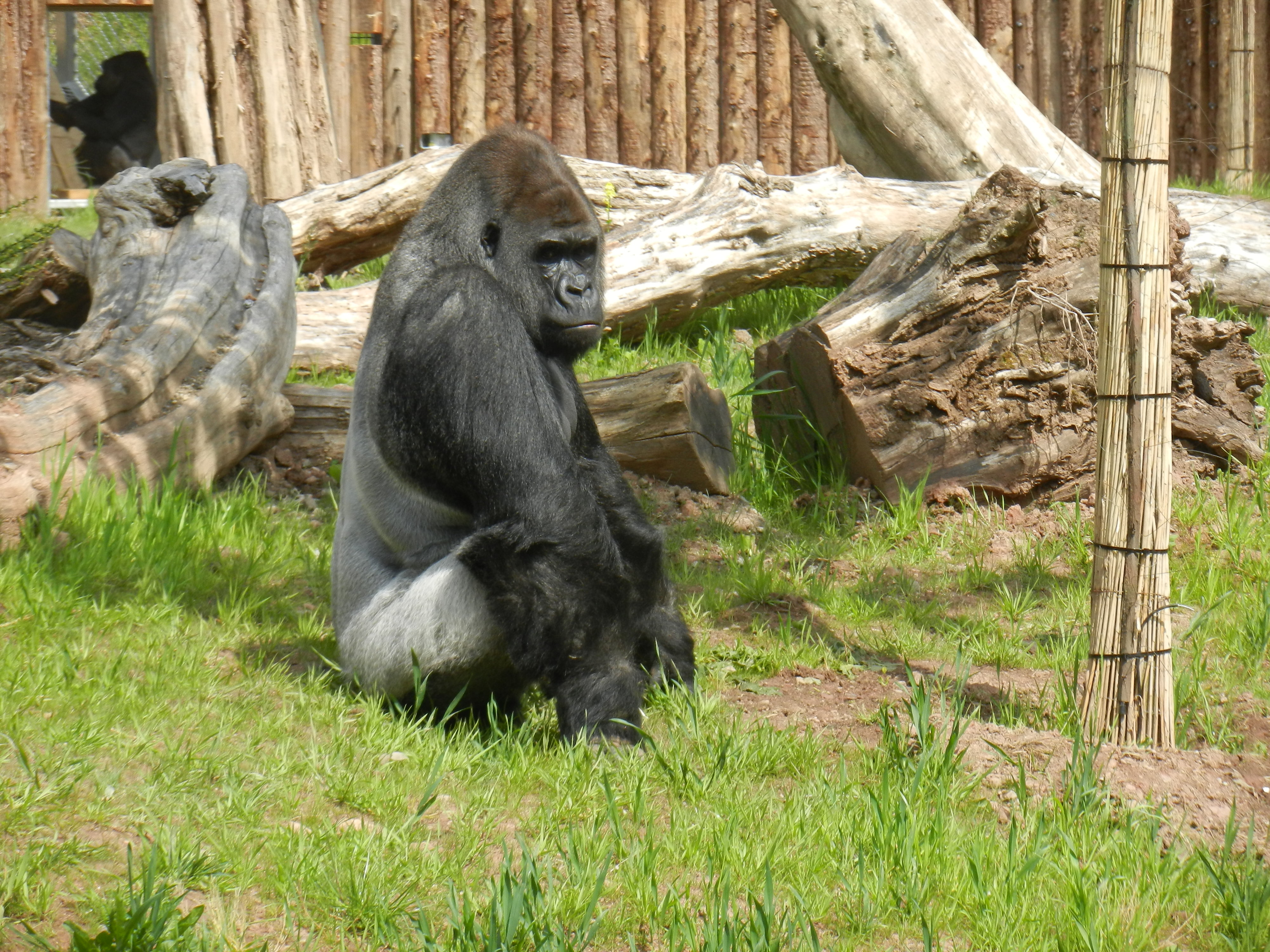
Der Westliche Flachlandgorilla Pesco im neuen Außengehege
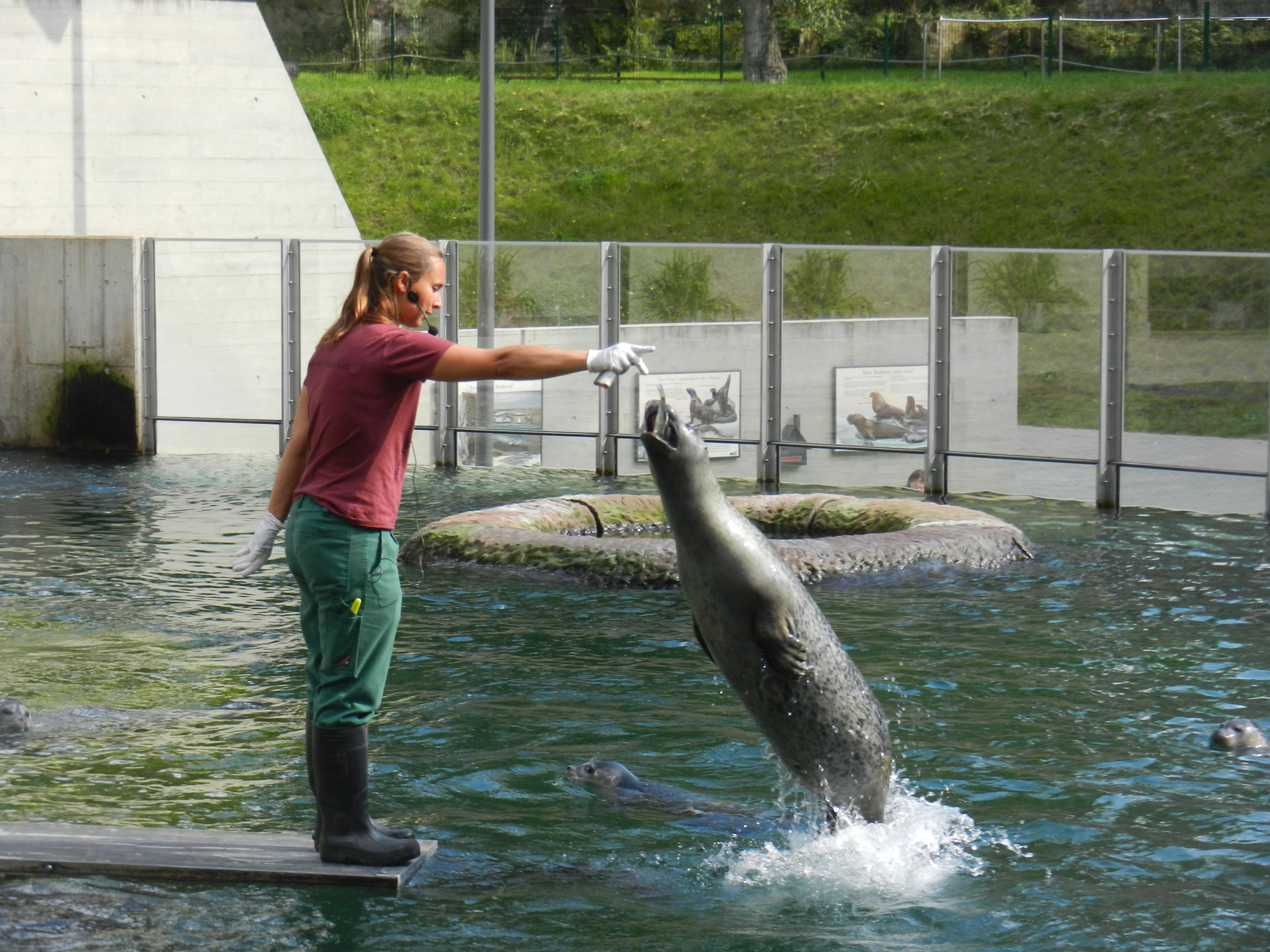
Ein Seehund holt sich bei einer Fütterung einen Fisch aus der Hand einer Pflegerin
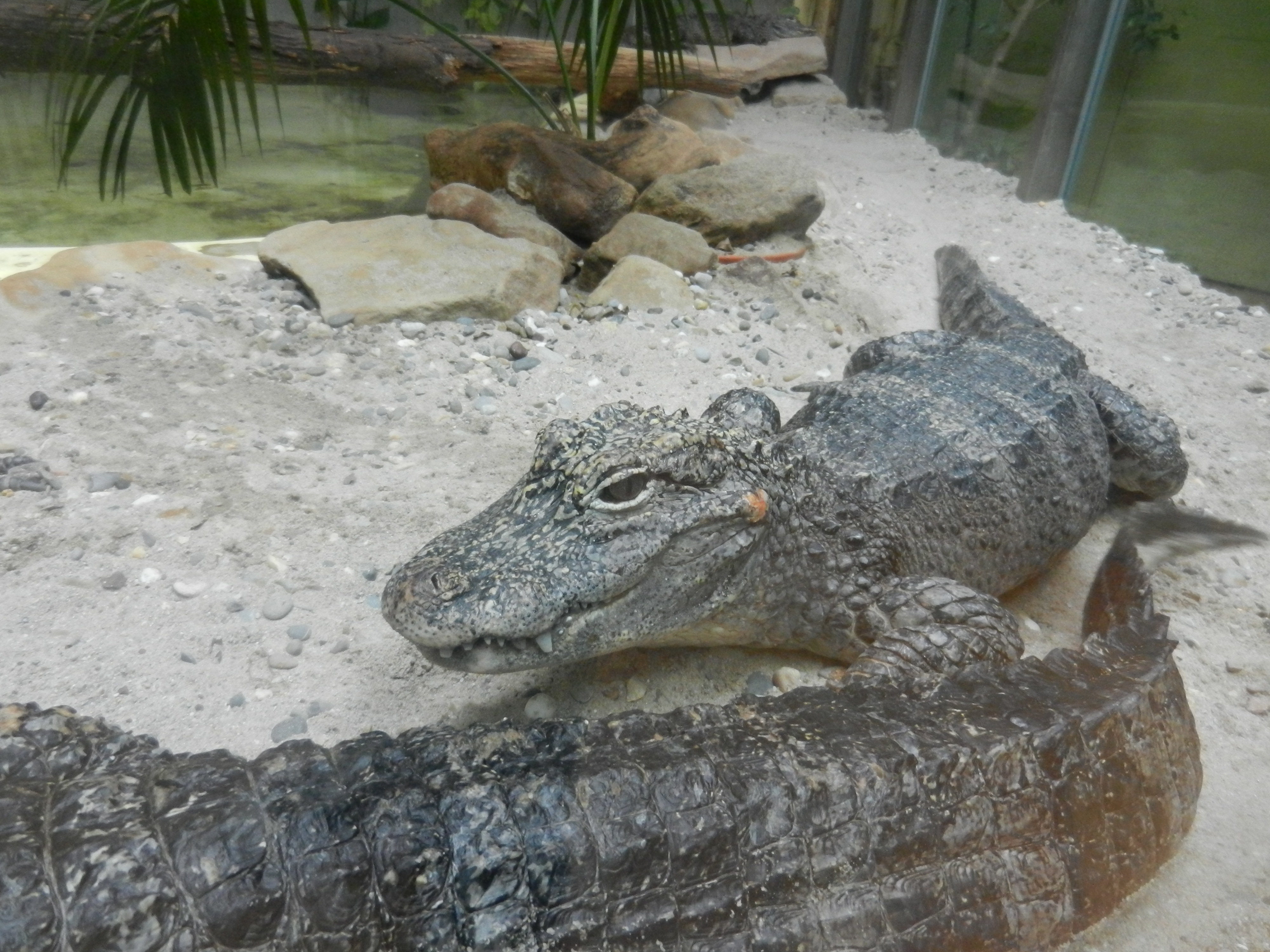
Bedrohte China-Alligatoren
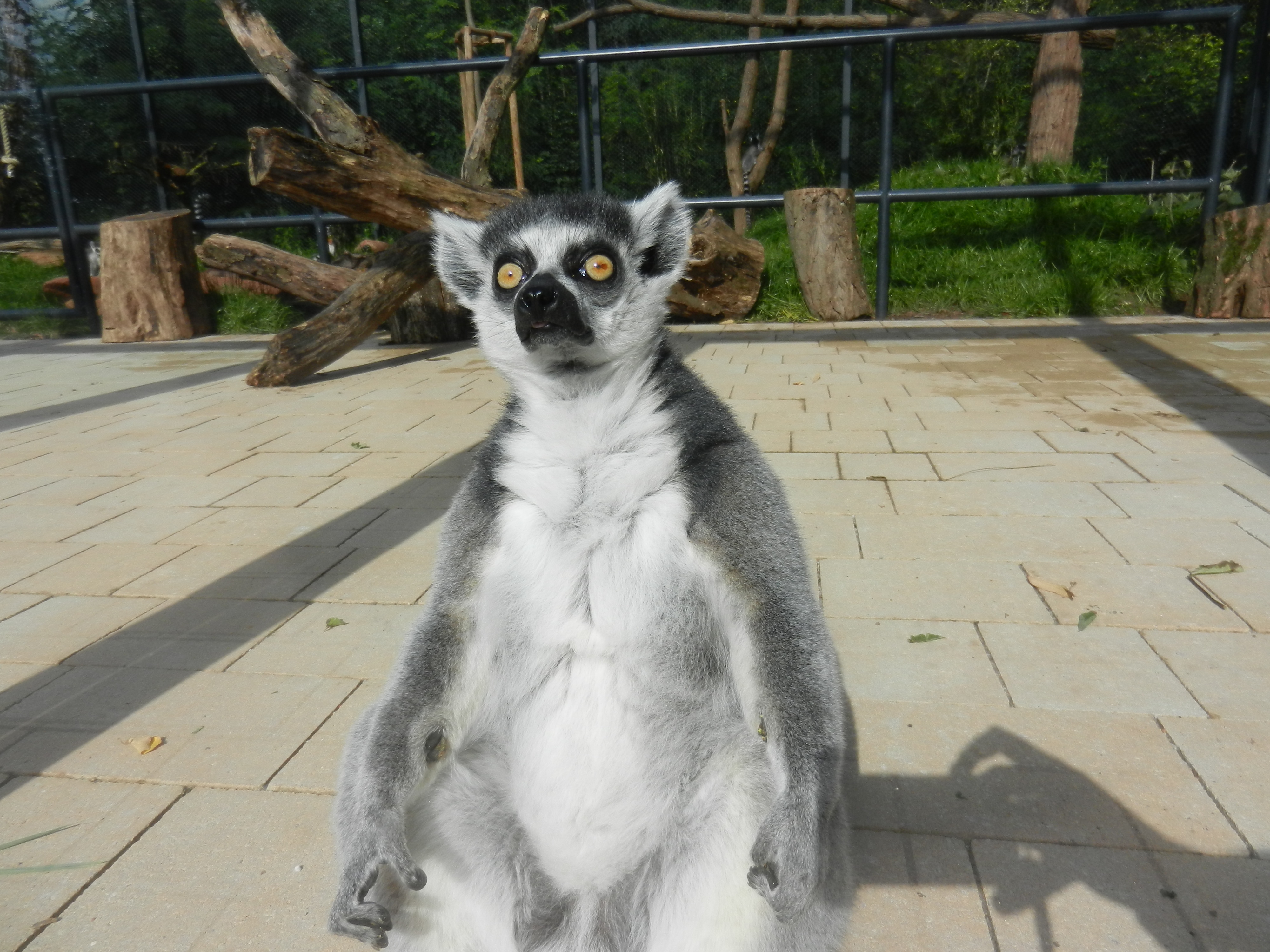
Ein Katta beim Sonnenbad
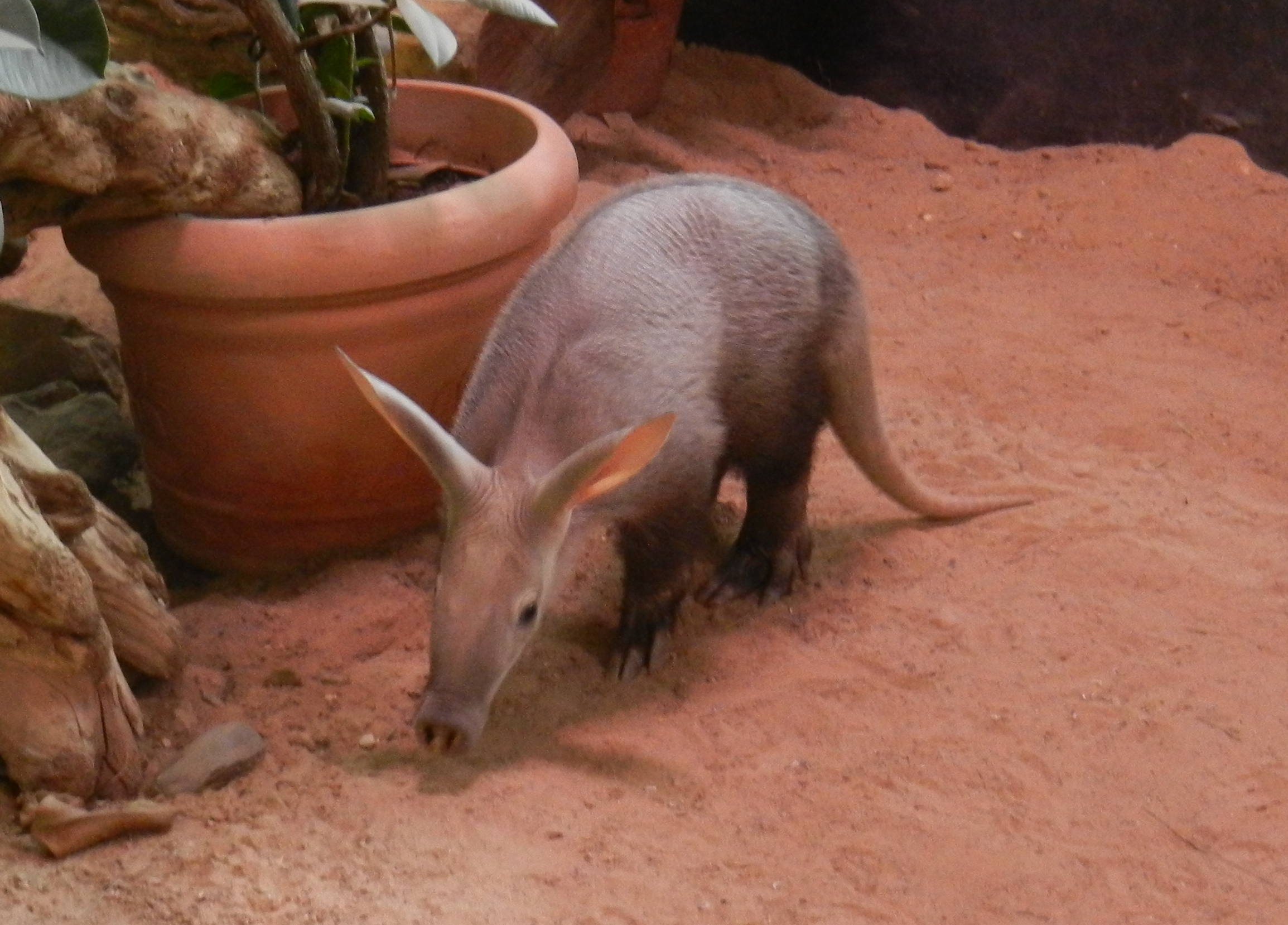
Das Erdferkel-Jungtier Elise wurde 2015 von Hand aufgezogen